# Katyusha
katyusha（カチューシャ）は、日本のバンド・DADARAYのメンバーえつこのソロプロジェクトである。

## 概要
1988年 誕生。

2008年 友人らとkatyushaを結成する。

2011年 メンバーの脱退によりソロとして活動を始める。

2017年 ゲスの極み乙女。の川谷絵音プロデュースでゲスの極み乙女。のベース休日課長、メインボーカルREIS、キーボード・ボーカルでDADARAYを結成。

## ディスコグラフィ
- 風景描写 -歌えば尊しver.-
  - 収録曲
    1. 風景描写
- 僕は僕の楽な方へ（2011/11/6）
  - 収録曲
    1. メロディ
    2. 風景描写
    3. shu-shu
    4. グッナイカラフル
    5. 線
- 胸のクラクション鳴らす
  - 収録曲
    1. 飛行機
    2. 午前四時
    3. 冷めたい覚めたい
    4. ノスタルヂック•ガール
    5. キッチン
    6. ALWAYS
    7. もういいかい
    8. ほとり
- 泣きそうだ
  - 収録曲
    1. 泣きそうだ
    2. シロ
    3. shabon
- YES
  - 収録曲
    1. Yes
    2. 1畳のキャンパス
    3. 月曜を愛する方法
- 「I Like Me」 PCD-24678（2017/11/22）
  - 発売元：P-VINE
  - 収録曲
    1. 誰も知らない
    2. I Like Me
    3. Satisfaction!
    4. 友達でいてね
    5. この街を出たら
    6. 泣きそうだ
    7. 我にかえる
    8. あくま
    9. この部屋いっぱいに
    10. フェードアウト・テンポアップ
    11. We
    12. 東京

## 主なライブ

### 主催イベント
- 2012/8/25『歌えば尊し 弁天編』会場：千葉 Joy'sBar
- 2014/9/14『歌えば尊し-katyusha単独公演-』会場：千葉LOOK
- 2015/11/18『katyusha単独公演"歌えば尊し"』会場：下北沢SHELTER
- 2017/12/16『katyusha 1st full album “ I Like Me ” releaseワンマンライブ - 歌えば尊し - 』会場：新宿MARZ

### ゲスト出演など
- 2011/1/16『』 会場：新宿red cloth

- 2012/3/25 『JOYTONY MUSIC SHAKE Vol.09』 会場：阿佐ヶ谷 Next Sunday
- 2012/4/10 『K's Dream & ERA presents COMMUNICATION vol.17』会場：稲毛K'sDream
- 2012/4/14 『gumi69×コナカワユイpresents ユメギワナイト』会場：三条 ROCKET PINK
- 2012/4/24 『novel musics』会場：渋谷7th Floor
- 2012/5/1 会場：千葉LOOK
- 2012/5/13『はじめ presents[はじめ聖誕祭2012＝34～こばいんと呼ばれて～』会場：稲毛K'sDream
- 2012/6/2『commnication vol.18』会場：稲毛K'sDream
- 2012/6/9『Maison de Parallel presents.「秒針 vol.1」』会場：神戸ART HOUSE
- 2012/6/14『ji's presents「satisfaction vol.4」』会場：千葉LOOK
- 2012/6/28『ERA presents「Stairs gone up ～10th ANNIVERSARY～」』会場：下北沢ERA
- 2012/6/30『LODGE the 2nd Break』会場：Barほしもん
- 2012/7/2 会場：千葉LOOK
- 2012/7/8『佐藤&鈴木present「My Revolution」』会場：新潟GOLDEN PIGS RED STAGE
- 2012/7/13『sanaki oono presents「サナキゲノムフェデレーション」』会場：稲毛K'sDream
- 2012/7/15『サイトウヒロシミュージックショー2012』会場：稲毛海浜公園野外ステージ
- 2012/7/28『na presents「slow cycling vol.16」』会場：阿佐ヶ谷NextSunday
- 2012/8/1『3style Japanese Anomie RELEASE TOUR』会場：下北沢SHELTER
- 2012/8/12『SUMMER ROCK FES 2012～稲毛爆音御礼祭～』会場：稲毛海浜公園野外ステージ
- 2012/8/18『K's Dream presents「COMMUNICATION vol.22 ~Menoz 2012の夏のツアー~」』会場：稲毛K'sDream
- 2012/9/17『COMMUNICATION vol.25　~チーナ 1st full album 「GRANVILLE」Release Tour~」会場：稲毛K'sDream
- 2012/9/19『GOLDEN PIGS 2nd ANNIVERSARY 我欲フェス 2012 ～アコースティック編～』会場：新潟GOLDEN PIGS BLACK STAGE
- 2012/9/27『ERA presents「Creating images」』会場：下北沢ERA
- 2012/9/28『秋の夜長SPECIAL～VSシリーズ』会場：千葉LOOK
- 2012/10/4『7TH POP』会場：渋谷7th FLOOR
- 2012/10/8『サイトウヒロシミュージックフェア2012』会場：稲毛海浜公園野外ステージ
- 2012/10/19『COMMUNICATION vol.27』会場：稲毛K'sDream
- 2012/10/28『SOMEDAY NEVER COMES presents「"serendipity" release tour after party!!」』会場：稲毛K'sDream
- 2012/11/7『CREDIT GIRL presents 「クレジットカードではありません vol.1」』会場：渋谷 O-crest
- 2012/11/20『MOON ROMANTICA』会場：青山 月見ル君想フ
- 2012/12/9『oi presents 「FOR YOUR SONGBOOK」』会場：下北沢GARAGE
- 2012/12/14『K'sDream presents「COMMUNICATION vol.29」』会場：稲毛K'sDream
- 2012/12/22『ぐーぐーpresents「ぐーぐーレコ発"?"」』会場：船橋パックス Kスタジオ
- 2012/12/26『ERA presents「年末SEVEN DAYS 2012-2013! 2」』会場：下北沢ERA

- 2013/1/13『イツエ「優しい四季たち」Release Tour~3回目の季節~』会場：千葉LOOK
- 2013/1/24『カンジルセカイ vol.6』会場：渋谷O-crest
- 2013/2/23『REVOLLS presents「PARTY OF THE REVOLLS」』会場：Beach Cafe prove LiFE Shop
- 2013/3/2『K'sDream presents「COMMUNICATION vol.32」』会場：稲毛K'sDream
- 2013/4/3『恵比寿4丁目カフェ”村上屋”』会場：恵比寿aim
- 2013/4/12『ERA presents「Creating Images]」』会場：下北沢ERA
- 2013/6/29『nhhmbase『 3 1/2 』release tour ～3.5 inch tour～』会場：千葉LOOK
- 2013/6/30『アルカラpresents「ネコフェス2013 -KUDAKENEKO ROCK FESTIVAL2013-」』
- 2013/7/10『サイトウヒロシ50周年イノチガケ的大感謝祭「~唄声喫茶ルック~」』会場：千葉LOOK
- 2013/8/4『ERA presents「the hills 1st mini album『ロストインザヤムヤムエクスペリエンス』Release Tour!!」』会場：下北沢ERA
- 2013/8/13『サイトウヒロシミュージックショウ2013]会場：稲毛海浜公園野外ステージ
- 2013/8/31

『mey presents「Plan Breathense vol.2]」』会場：稲毛K'sDream
- 2013/9/1

『PENTA SONIC 2013』会場：千葉中央公園特設ステージ
- 2013/9/28『camellia "42'23" release tour 東京編』会場：新宿NINESPICE
- 2013/11/12

『ERA presents「Anarcky In The J.P」』会場：下北沢ERA
- 2013/11/30

『K's Dream 18th Birthday「COMMUNICATION vol.39 ~camellia 1st full album "42'23" release tour Final~」』会場：稲毛K'sDream
- 2013/12/3『感謝祭』会場：千葉LOOK
- 2013/12/29

『ERA presents
「年末 SEVEN DAYS 2013-2014！5**」』
会場：下北沢ERA
- 2013/12/31『年越しライブ2013-2014』会場：千葉LOOK

- 2014/1/4『新春唄い初め』会場：千葉LOOK
- 2014/2/8『BNJ2014 Acorstic Live」会場：千葉Joy'sBar
- 2014/3/15『yukino* & kaho presents「Circle vol.2」』会場：稲毛K'sDream
- 2014/3/27『MEGAPHONE MUSIC presents「メガホンナイト vol.7」』会場：渋谷7th Floor
- 2014/5/5『LUCKY MONDAY!! vol.1』会場：千葉LOOK
- 2014/5/30『GM～Good Melody～ 』会場：吉祥寺Warp
- 2014/5/31『COMMUNICATION vol.41』会場：稲毛K'sDream
- 2014/6/28『LODGE 5th break』会場：PANTRY COYOTE
- 2014/7/6『サイトウヒロシミュージックショウ'14』会場：稲毛海浜公園野外ステージ
- 2014/7/25 会場：吉祥寺Warp
- 2014/7/26 会場：千葉LOOK
- 2014/9/27『GAWARA presents「GAWARA!!」』会場：稲毛K'sDream
- 2014/10/16『ERA presents「ワンコインライブ!! special 3マン!!」』会場：下北沢ERA
- 2014/10/19『MOUNTAIN RIVER MEETING 2014』会場：稲毛海浜公園野外ステージ
- 2014/10/31『祝!!千葉LOOK25周年 前夜祭』会場：千葉LOOK
- 2014/12/25『CHIBA LOOK 20+5th ANNIVERSARY後夜祭「感謝祭」』会場：千葉LOOK
- 2014/12/27『ERA presents 年末 SEVEN DAYS 2014-2015！3』会場：下北沢ERA
- 2014/12/31『年越しライブパーティー2014-2015』会場：千葉LOOK

- 2015/1/31 会場：千葉LOOK
- 2015/2/7『COMMUNICATION vol.50 ~秀吉「テルハノイバラ」リリースツアー稲毛編~』会場：稲毛K'sDream
- 2015/3/8『シンクロニシティ presents. リビングルーム vol.2～2nd single”タイムリミット”リリースツアー～』会場：千葉LOOK
- 2015/4/28『DAY LIGHT !』会場：千葉LOOK
- 2015/10/18『katyusha企画公演"歌えば尊し"』会場：千葉LOOK
- 2015/10/21『川谷絵音presents「エノンのやりたい放題 vol.2」』会場：渋谷TSUTAYA O-EAST

- 2016/1/10『TegakiLIFE 10th anniversary & New single Release「発光する、日々の泡。」vol.1』会場：下北沢CLUB251
- 2016/4/23『hajimecobain presents "Your soul needs vol.6"』会場：稲毛K'sDream
- 2016/7/24『シンクロニシティ presents "2nd mini album「LINK」リリースツアーファイル〜リビングルームVOL.6"』会場：下北沢CLUB251
- 2016/10/14『"THE TOUGHER"』会場：代官山LOOP

- 2017/05/14 『hajimecobain PRESENTS "your soul needs vol.8"=inage K’s Dream Booking Manager “hajimecobain” 39th Birthday!!=』会場：稲毛K's Dream

- 2018/1/18 『Emerald Pre. 2nd Album "Pavlov City" Release Party「Neo Oriented」』（サポートコーラス） 会場：渋谷WWW 出演：Emerald、W：bonobos、ecke(O.A.)
- 2018/1/22 『さざなみみたいだ vol.1（企画：川谷絵音）』 会場：恵比寿天窓 switch
- 2018/4/14 『フレンズのフレンズ大集合！』 会場：日比谷野外音楽堂